# Jaysuma Saidy Ndure
Jaysuma Saidy Ndure (né le 1er juillet 1984 à Bakau, en Gambie) est un athlète norvégien, spécialiste du sprint. Jusqu'au 1er décembre 2006, il représentait son pays natal, la Gambie.

## Carrière sportive

### Débuts prometteurs
En 2004, sous les couleurs de la Gambie, Jaysuma Saidy Ndure remporte la médaille de bronze sur 100 mètres aux Championnats d'Afrique, avec un temps de 10 s 43. Il s'incline devant le Nigérian Olusoji Fasuba et le Burkinabé Idrissa Sanou.
Fin 2006, il obtient la nationalité norvégienne et commence à concourir pour son pays d'adoption.
Le 9 mai 2008, il réalise le record de Norvège du 100 m en 10 s 01 (vent: +1.4 m/s) à Doha.

Le 15 août 2008, il finit 4e de son quart de finale du 100 m des Jeux olympiques 2008 à Pékin en 10 s 14 derrière Usain Bolt, Darvis Patton, et Francis Obikwelu.
Lors des Championnats du monde de Berlin en août 2009, il fait partie des quatre seuls athlètes européens (avec les Britanniques Tyrone Edgar et Dwain Chambers et le Français Martial Mbandjock) à se hisser en demi-finales du 100 m. Il y prend la septième place en 10 s 20. À Oslo le 4 juin 2010, il court en 10 s 09.
Le 29 août 2010, lors du Meeting de Rieti, Jaysuma Saidy Ndure améliore d'un centième de seconde son propre record de Norvège avec 10 s 00 (+ 0,9 m/s) en finale. Il termine la course 7e loin derrière les 9 s 78 du Jamaïcain Nesta Carter, premier et meilleur temps de la saison égalé. Il représente l'Europe lors de la Coupe continentale d'athlétisme 2010. À la suite de cette saison, il change son équipe de préparation pour être désormais coaché par John Smith.

### 2011: barrière des dix secondes
Pour sa rentrée en plein air en 2011, il réalise 10 s 06 lors 53e meeting Mt SAC Relays, égalant alors la meilleure marque mondiale de l'année. Il s'aligne ensuite sur 200 mètres lors de la ligue de diamant 2011 ; à Doha le 6 mai, il termine troisième en 20 s 55, près de 4 dixième derrière le vainqueur Walter Dix, près d'un mois plus tard, à Eugene le 4 juin, il termine deuxième en 20 s 26 toujours derrière Dix mais avec seulement 7 centième d'écart cette fois-ci.
Enfin, le 30 juin, comme le laissait imaginer son début de saison, il passe la barrière des dix secondes à Lausanne pour la Diamond League 2011 en 9 s 99 (nouveau record national) mais terminant seulement 5e d'une course remporté par le Jamaïcain Asafa Powell en 9 s 78, meilleure performance mondiale de la saison (MPMA).
Aux championnats du monde de Daegu, le 3 septembre, il finit 4e de la finale du 200 mètres, derrière Usain Bolt, Walter Dix et Christophe Lemaitre, avec un temps de 19 s 95, à 0s06 de son record de Norvège

### 2012
Le 9 juin 2012, à l'occasion du meeting Adidas Grand Prix de New York, 6e étape de la ligue de diamant 2012, il finit 5e du 200 mètres en 20 s 35 (SB), vent quasi nul, derrière notamment Churandy Martina (19 s 94 (record national)) et Nickel Ashmeade (19 s 94, SB).
Fin juin, aux Championnats d'Europe, Jaysuma Saidy Ndure se hisse sur la troisième marche du podium sur 100 mètres, avec un temps de 10 s 17, derrière les Français Christophe Lemaitre et Jimmy Vicaut.
Le 10 mars 2016, il écope de 75 jours de prison pour violences conjugales. En juin 2017, il se fait opérer du genou dans lequel il avait des troubles du cartilage depuis 2013.

## Palmarès

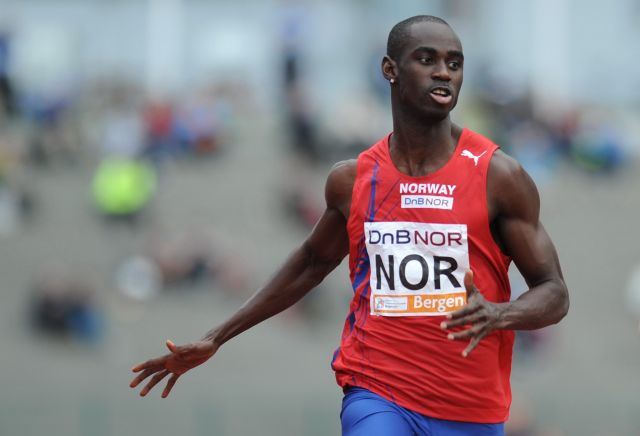
Jaysuma Saidy Ndure lors des championnats d'Europe par équipes de Leiria en 2009.

| Date                    | Compétition                       | Lieu                   | Résultat               | Épreuve                | Temps                  |
| Représentant la Gambie  | Représentant la Gambie            | Représentant la Gambie | Représentant la Gambie | Représentant la Gambie | Représentant la Gambie |
| ----------------------- | --------------------------------- | ---------------------- | ---------------------- | ---------------------- | ---------------------- |
| 2004                    | Championnats d'Afrique            | Brazzaville            | 3e                     | 100 m                  | 10 s 43                |
| Représentant la Norvège |                                   |                        |                        |                        |                        |
| 2006                    | Finale mondiale                   | Stuttgart              | 6e                     | 200 m                  | 20 s 47                |
| 2007                    | Finale mondiale                   | Stuttgart              | 2e                     | 100 m                  | 10 s 06                |
| 2007                    | Finale mondiale                   | Stuttgart              | 1er                    | 200 m                  | 19 s 89                |
| 2009                    | Championnats d'Europe par équipes | Bergen                 | 1er                    | 100 m                  | 10 s 14                |
| 2009                    | Championnats d'Europe par équipes | Bergen                 | 1er                    | 200 m                  | 20 s 94                |
| 2010                    | Championnats d'Europe             | Barcelone              | 6e                     | 100 m                  | 10 s 31                |
| 2010                    | Championnats d'Europe             | Barcelone              | 5e                     | 200 m                  | 20 s 63                |
| 2010                    | Coupe continentale                | Split                  | —                      | 200 m                  | DNF                    |
| 2011                    | Championnats d'Europe par équipes | Izmir                  | 1er                    | 100 m                  | 10 s 19                |
| 2011                    | Championnats d'Europe par équipes | Izmir                  | 1er                    | 200 m                  | 20 s 32                |
| 2011                    | Championnats du monde             | Daegu                  | 4e                     | 200 m                  | 19 s 95                |
| 2012                    | Championnats d'Europe             | Helsinki               | 3e                     | 100 m                  | 10 s 17                |
| 2013                    | Championnats d'Europe en salle    | Göteborg               | 4e                     | 60 m                   | 6 s 61                 |
| 2013                    | Championnats d'Europe par équipes | Gateshead              | 2e                     | 100 m                  | 10 s 37                |
| 2013                    | Championnats d'Europe par équipes | Gateshead              | 2e                     | 200 m                  | 20 s 47                |
| 2013                    | Championnats du monde             | Moscou                 | 8e                     | 200 m                  | 20 s 37                |
| 2013                    | Ligue de diamant                  | Ligue de diamant       | 5e                     | 200 m                  | détails                |
| 2014                    | Championnats d'Europe par équipes | Tallinn                | 1er                    | 100 m                  | 10 s 12                |
| 2014                    | Championnats d'Europe par équipes | Tallinn                | 1er                    | 200 m                  | 20 s 70                |
| 2014                    | Championnats d'Europe par équipes | Tallinn                | 3e                     | 4 × 100 m              | 39 s 97                |
| 2014                    | Championnats d'Europe             | Zurich                 | 6e                     | 100 m                  | 10 s 35                |

### Autres
- Championnats de Norvège 2007,  1er sur 100 m et 200 m
- Championnats de Norvège 2008,  1er sur 100 m

## Records
| Épreuve | Épreuve   | Performance  | Lieu      | Date              |
| ------- | --------- | ------------ | --------- | ----------------- |
| 60 m    | En salle  | 6 s 55 (NR)  | Gand      | 24 février 2008   |
| 100 m   | Plein air | 9 s 99 (NR)  | Lausanne  | 30 juin 2011      |
| 100 m   | En salle  | 10 s 19 (NR) | Florø     | 15 février 2014   |
| 200 m   | Plein air | 19 s 89 (NR) | Stuttgart | 23 septembre 2007 |